# Dischidodactylus duidensis
Dischidodactylus duidensis és una espècie d'amfibi que viu a Veneçuela.